# Військове право
Військове право цей термін може мати такі значення:
1. в Україні  — це галузь національного права , норми якої регулюють суспільні відносини у сфері будівництва, розвитку, життєдіяльності збройних сил та інших утворених відповідно до чинного законодавства військових формувань.
2. в більшості інших країн — наука і навчальна дисципліна.

Військове право відноситься до публічного права будь-якої держави. Складна система військового права містить інститути (право військовоі служби, право воєнної безпеки, право внутрішньої служби, військово-дисциплінарне право тощо) та взаємодіє з іншими галузями публічного права.

## ВП як галузь права
Військове право України є комплексною галуззю національного права, здійснює регулювання військово-публічних відносин, суб'єктами яких є не лише військовослужбовці, але спеціально-визначені законом органи державної влади та управління, військові частини та установи, органи військового управління. Військове право забезпечує вирішення питань устрою Збройних Сил України та інших військових формувань, порядку їх комплектування і проходження військової служби, прав, обов'язків і відповідальності військовослужбовців, а також питання військового управління, охорони військового правопорядку, економічної та господарської діяльності військових частин та організацій тощо.
Військове право України засновується на положеннях  Конституції України, де передбачено обов'язки громадян України щодо захисту держави, функції Збройних Сил та інших військових формувань України, компетенцію органів державної влади в галузі військового будівництва та керівництва сектором безпеки і оборони. Найважливішою у згаданому контексті є стаття 17 Конституції, відповідно до якої " захист суверенітету і територіальної цілісності України, забезпечення її економічної та інформаційної безпеки є найважливішими функціями держави, справою всього Українського народу.
Оборона України, захист її суверенітету, територіальної цілісності і недоторканності покладаються на Збройні Сили України.
Забезпечення державної безпеки і захист державного кордону України покладаються на відповідні військові формування та правоохоронні органи держави, організація і порядок діяльності яких визначаються законом.
Збройні Сили України та інші військові формування ніким не можуть бути використані для обмеження прав і свобод громадян або з метою повалення конституційного ладу, усунення органів влади чи перешкоджання їх діяльності.
Держава забезпечує соціальний захист громадян України, які перебувають на службі у Збройних Силах України та в інших військових формуваннях, а також членів їхніх сімей.
На території України забороняється створення і функціонування будь-яких збройних формувань, не передбачених законом".
Водночас згідно зі  статтею 65 Конституції України «захист Вітчизни, незалежності та територіальної цілісності України, шанування її державних символів є обов'язком громадян України».